# Caligus serratus
Caligus serratus är en kräftdjursart som beskrevs av Sueo M. Shiino 1965. Caligus serratus ingår i släktet Caligus och familjen Caligidae. Inga underarter finns listade i Catalogue of Life.